# Le Cœur en dehors

Le Cœur en dehors est un roman de Samuel Benchetrit sorti en 2009.
Bien qu'il ait reçu un accueil mitigé de la part de certains critiques, l'ouvrage a été récompensé du Prix du roman populiste 2009.

## Résumé
Charlie Traoré est un garçon de dix ans qui vit en banlieue avec ses copains. Les papiers de sa mère n'étant pas en règle, elle se fait arrêter alors qu'il se rendait à l'école. Pendant toute cette journée où il séchera l'école, il va s'efforcer de trouver son frère puis attendra sa mère.